# Saint-Chabrais
Saint-Chabrais é uma comuna francesa na região administrativa da Nova Aquitânia, no departamento de Creuse. Estende-se por uma área de 24,94 km². Em 2010 a comuna tinha 292 habitantes (densidade: 11,7 hab./km²).